# Vico Merklein
Vico Merklein (* 12. August 1977 in Berlin) ist ein deutscher Sportler in der Abteilung Paracycling. Aktuell startet er im Handbike für den GC Nendorf und trainiert unter Ralf Lindschulten. Seit 2007 ist Vico Merklein Teil des Sunrise Medical Handbike-Teams Team Sopur Quickie. Geleitet wird das Team von Errol Marklein.

## Karriere

### Anfänge
Seit einem Motorradunfall am Tag vor seinem 20. Geburtstag ist Vico Merklein querschnittsgelähmt. Drei Jahre nach diesem Unfall startete er seine Karriere als Handbiker. Trotz hartem Training konnte Merklein aufgrund nicht optimaler Sportausrüstung in der Anfangszeit keine Erfolge verbuchen. Dies ändert sich mit dem Wechsel auf ein neues Handbike, ein Geschenk seiner Oma.
Mit dem Beitritt in das Handbike Team des Rollstuhlherstellers Sunrise Medical Team Sopur Quickie im Jahr 2007 begannen auch die Erfolge des Sportlers.

### Erfolge

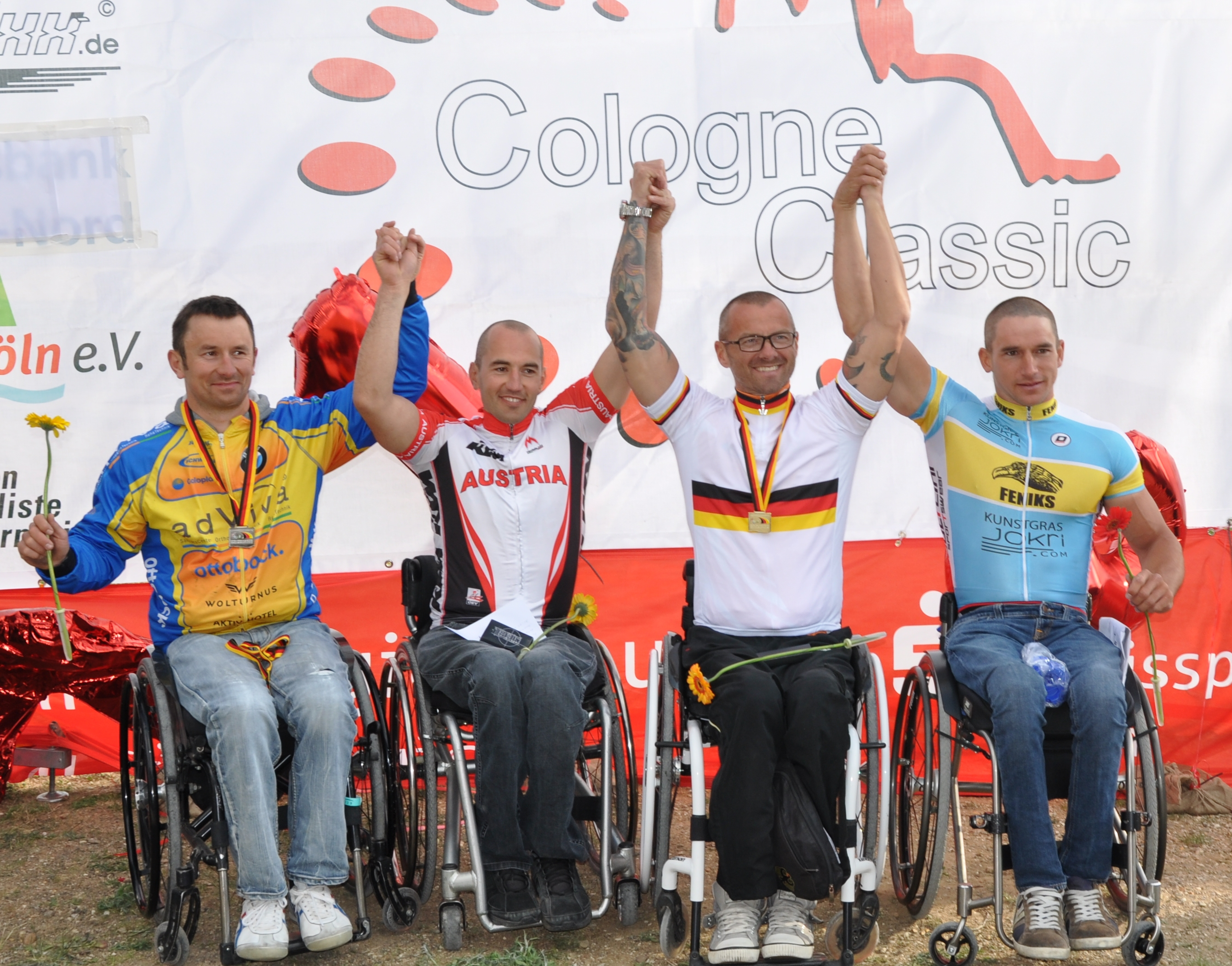
(v. l. n. r.:) Patrick Gabriel, Thomas Frühwirth, Vico Merklein, Jonas Van de Steene, 2016

Nach erfolgreichen Trainingsjahren siegte Vico Merklein 2009 bei den Marathons in Duisburg und Mannheim. Beim Marathon in Heidelberg stellte er mit einer Zeit von 1:00:03 h einen neuen Weltrekord über die Marathondistanz auf. Außerdem fuhr er mit einem Viererteam das Race Across America, bei dem es zwischen Oceanside und Indianapolis innerhalb von neun Tagen eine Strecke von über 4800 Kilometern zu bewältigen gilt. Obgleich sein Team mit acht Tagen, neun Stunden und sechs Minuten als letztes ins Ziel rollte, waren die vier die einzigen körperlich behinderten Teilnehmer des Rennens und stellen so einen neuen Rekord auf.
Ein Jahr später siegte Vico Merklein bei den Marathons in Berlin und Hamburg und wurde Mitglied des A-Kaders der deutschen Nationalmannschaft. In den folgenden Jahren fuhr er weitere erste Plätze bei den Marathons in Hamburg (2012, 2013), Mannheim (2011, 2013), Duisburg (2011, 2013), Köln (2011, 2012), Heidelberg (2011), Berlin (2011, 2012, 2013), Görlitz (2012) und Düsseldorf (2013) ein. Im Jahr 2013 brach er erneut beim Heidelberg-Marathon den von ihm aufgestellten Weltrekord in der Marathondistanz mit einer neuen Bestzeit von 00:58:56 h. Seit dem Jahr 2010 verteidigte der Handbiker zudem seine Position als Sieger der Gesamtwertung in der Rennserie Handbike-Trophy.
Als Mitglied der Handbike-Nationalmannschaft/A-Kader ist Vico Merklein Weltrekordhalter über die Marathondistanz und Silbermedaillengewinner bei den Paralympischen Spielen in London 2012.
Für den Gewinn der Silbermedaille bei den Paralympics 2012 erhielt er am 7. November 2012 das Silberne Lorbeerblatt.
Seit 2013 holte er sowohl im Einzelzeitfahren als auch im Straßenrennen der deutschen Meisterschaften immer die Gold- und bei den Weltmeisterschaften die Silbermedaille.
Nach einem intensiven Wintertraining erzielte Merklein in der Wettkampfsaison 2015 bei allen Weltcups einen Podestplatz. Seine Erfolge machten ihn zu einem der erfolgreichsten deutschen Athleten im Paracycling.
2021 wurde Vico Merklein für die Teilnahme an den Sommer-Paralympics 2020 in Tokio nominiert, wo er im Zeitfahren die Silbermedaille gewann.